# کتابخانه عمومی کانزاس‌سیتی

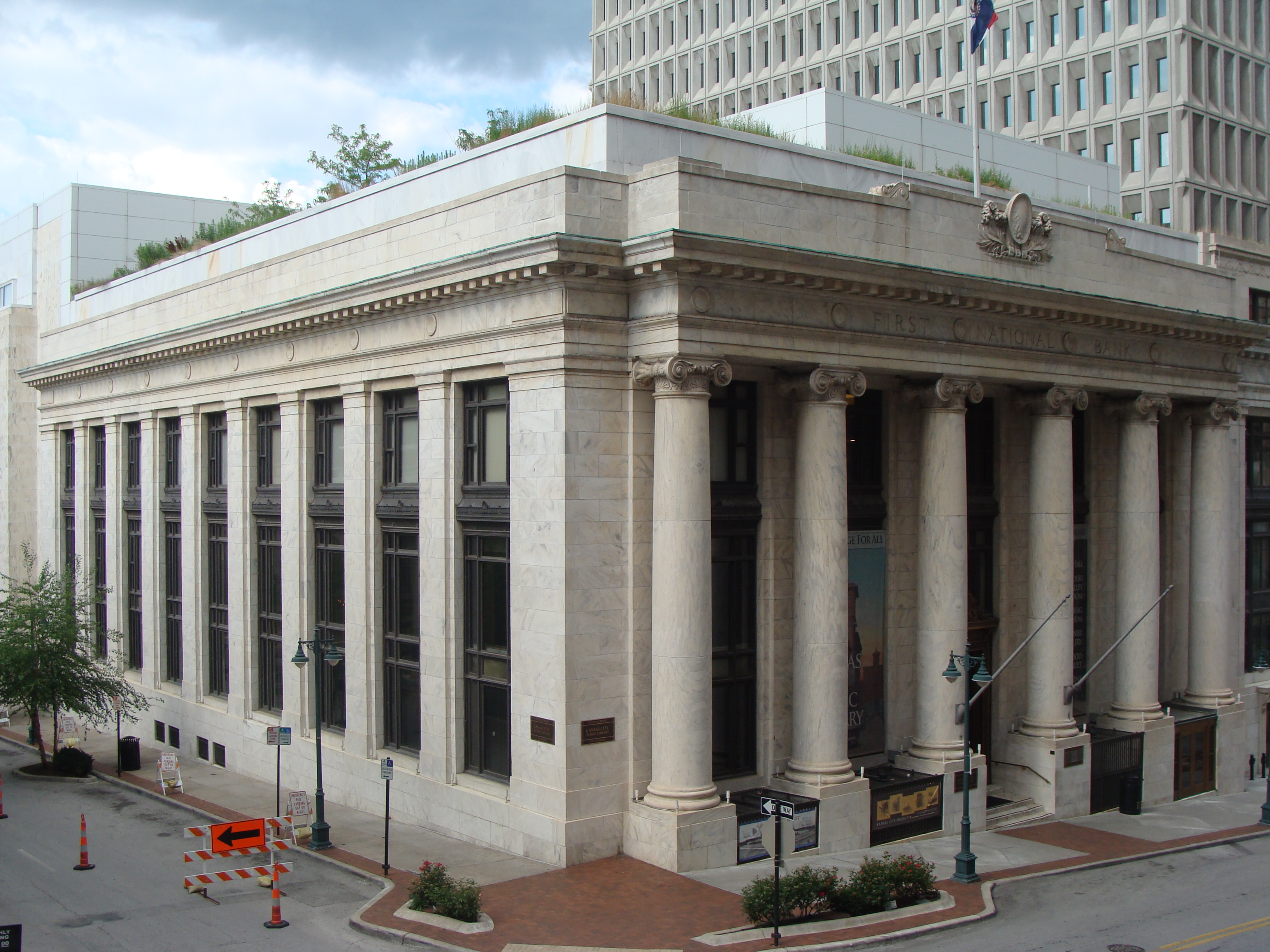

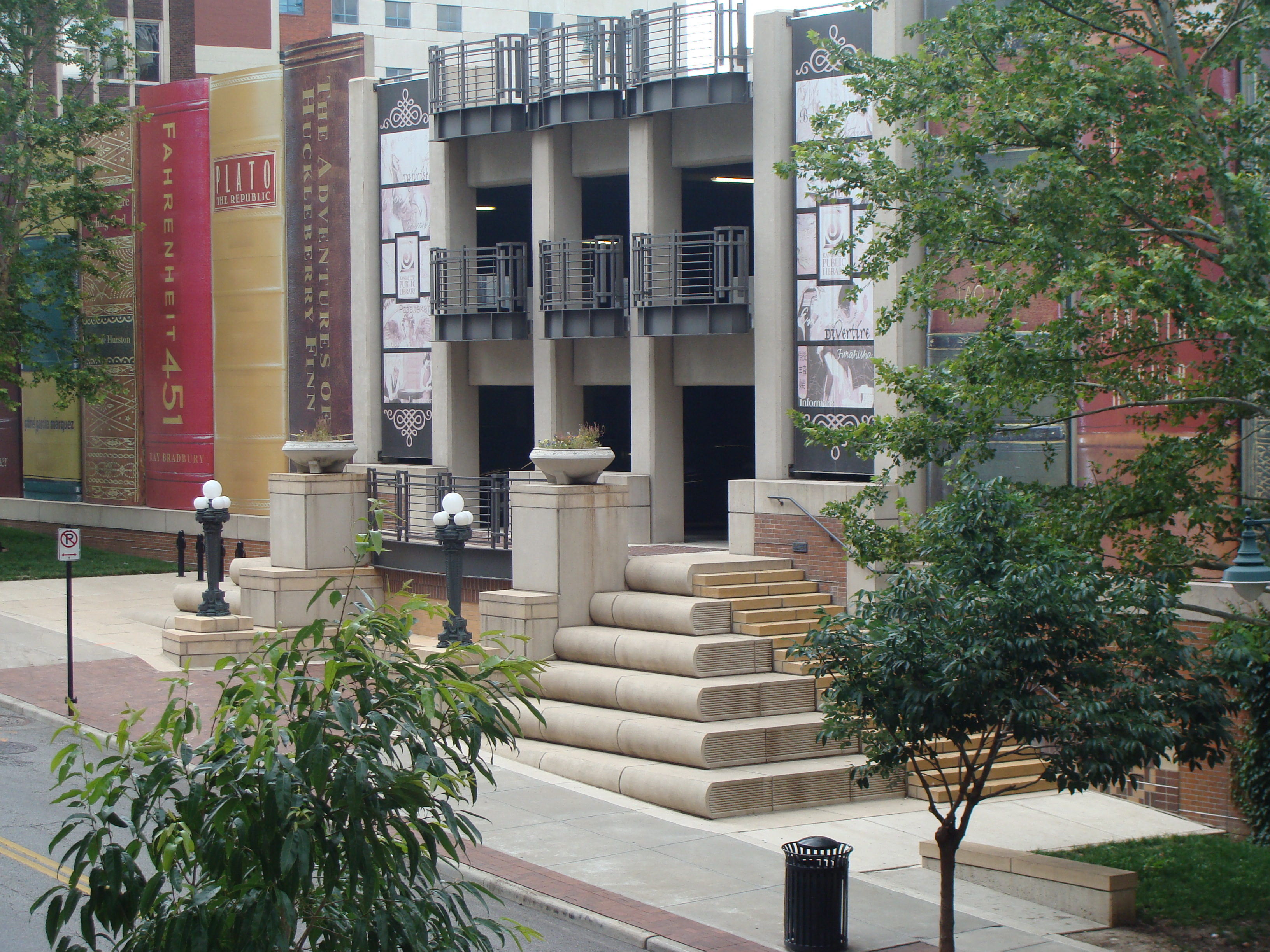

کتابخانه عمومی کانزاس‌سیتی (به انگلیسی: Kansas City Public Library) تأسیس ۱۸۷۳ نام یک سامانه کتابخانه‌ای در ایالات متحده آمریکا است. این موسسه در کانزاس‌سیتی قرار دارد.
سیستم کتابخانه این موسسه با بیش از ۱٬۱۴۷٬۰۰۰ عنوان کتاب در زمره مراکز کتابخانه‌ای مهم کشور آمریکا محسوب می‌شود.